# Corps de Garde (Mauritius)
Corps de Garde (dt.: Wachthaus) ist ein  Berg auf der Insel Mauritius im Indischen Ozean. Im Bezirk Plaines Wilhems gelegen erhebt er sich bis auf 720 m Höhe. Er gehört zur Moka Range und liegt zwischen dem Mont du Rempart (545 m) und dem Le Pouce (812 m). Der Name geht zurück auf einen französischen Militärposten am Berghang, der eingerichtet wurde, um die Banden von entlaufenen Sklaven zu kontrollieren.
Der vulkanische Basalt erhebt sich abrupt aus dem Umland und wird gelegentlich mit einem liegenden Wachtmann verglichen. Zusammen mit dem Mont Saint Pierre (317 m) im Südwesten bildet er die Reste eines Kraters, der nach Westen offen ist. Der Berg selbst erstreckt sich von Südosten nach Nordwesten. Im Kraterbecken befindet sich heute das La Ferme Reservoir.

## Natur
Am Fuß des Berges liegen die Orte Beau Bassin-Rose Hill und Quatre Bornes. Der Berg wurde jedoch zum Naturschutzgebiet erklärt. Auf 90,33 ha gedeihen seltene Pflanzen wie Trochetia parviflora (wiederentdeckt 2001), Pilea trilobata (wiederentdeckt 2005) und Hibiscus fragilis (Mandrinette).